# جبل الحويض
جبل الحويض، من الجبال الموجودة في حائل إحدى مناطق المملكة العربية السعودية.

## موقع الجبل
يعتبر من الجبال حمراء اللون، تحيط به منطقة زراعية مأهولة بالسكان، وتابعة لمركز فيد الذي يبعد عن حائل 150كم من الجهة الجنوبية الشرقية، يقع في شماله الشرقي في أعلى وادي الكهفة بركة كبيرة لا تزال أثارها باقية إلى الآن، ويمر من خلال البركة طريق زبيدة، وجبل الحويض من جهة اليسار على مقربةٍ منه، ويقرب خط الطول 45-42 وخط العرض 14-27، ويُطلق على جبل الحويض اسم الحوض.

## انظر ايضاً
- حائل
- جبل أم سنمان
- جبل السمراء